# Liste des comtes de Tocqueville
 (mars 2025).
Pour les articles homonymes, voir Tocqueville.

## Seigneurie puis comté de Tocqueville
La seigneurie de Tocqueville fut créée entre 1400 et 1500. Elle est le berceau de la famille de Tocqueville (à ne pas confondre avec la famille Clérel de Tocqueville) et se situe sur la commune actuelle de Tocqueville-les-Murs. Cette paroisse devenue commune s'appelait Tocqueville avant le XVIIIe siècle mais on lui a adjoint le déterminant complémentaire les-Murs, pour la distinger de 3 villages portaient le nom de Tocqueville en Seine-Maritime et 5 sur toute la Normandie.
Une légende veut que les deux autres communes nommées Tocqueville en Seine-Maritime soient des répliques de l'originel Tocqueville-les-Murs, or ces toponymes sont mentionnés dès le XIe siècle, antérieurement à la Seigneurie.
Tocqueville-en-Caux est attesté dès 1040 sous la forme latinisée Toca villa, Tocqueville-sur-Eu l'est également dès 1059 sous la forme latinisée Toche villa. Par contre, Tocqueville-les-Murs n'est mentionné qu'en 1067 sous la forme Toca villa. Il s'agit en fait de lieux homonymes comme c'est souvent le cas en Normandie (Cf. Colleville, Épreville, Cuverville, Angerville, Auberville, etc.)
Plusieurs seigneurs de Tocqueville se sont succédé en Normandie, jusqu'à la vente en 1693 de cette seigneurie (un terrain de 70 acres (28 hectares)) autour des fondations du château de Tocqueville par Adrien de Tocqueville, ses frères et sa mère. La famille s'installe alors dans le manoir de Royville, malheureusement ravagé par un incendie vers 1800. Pierre Victor de Tocqueville se fait remarquer par ses actions militaires lors des Guerres Napoléoniennes. Il est même fait Chevalier de la Legion d'Honneur par Napoleon sur le champ de bataille. Il est fait comte en avril 1815 pour avoir suivi Louis XVIII en exil à Gand, alors que rien ne laissait présager le retour du roi. Son fils est aussi militaire. Son petit-fils Robert Victor de Tocqueville adopte son cousin Pierre Grouard afin que le nom "de Tocqueville" continue. C'est aujourd'hui la famille Grouard de Tocqueville qui porte le titre.

## Seigneurs de Tocqueville
- 1500-1550 : Nicolas Tocqueville
- 1550-1554 : Thomas Tocqueville
- 1554-1581 : Guillaume Tocqueville
- 1581-1620 : Guillaume Tocqueville
- 1620-1670 : Guillaume Tocqueville
- 1670-1711 : Adrien Tocqueville
- 1711-1785 : Philippe de Tocqueville
- 1748-1791 : Emmanuel de Tocqueville

## Comtes de Tocqueville
- 1791-1871 : Pierre Victor de Tocqueville
- 1871-1920 : Ernest Richard de Tocqueville
- 1920-1948 : Robert Victor de Tocqueville
- 1948-1972 : Pierre Grouard de Tocqueville